# Arkavaz
Arakvaz est la capitale de la Province d'Ilam dans l'ouest de l'Iran. La chaîne montagneuse des Kabir Kuh ainsi que la frontière avec l'Irak sont situées à proximité.
La population d'Ilam est majoritairement d'origine kurde.